# Pica-pau-da-taboca
O pica-pau-da-taboca (nome científico: Celeus obrieni) é uma espécie de pica-pau pertencente ao gênero Celeus. É endêmica dos cerrados do Brasil, ocorrendo nos estados de Mato Grosso, Goiás, Tocantins, Maranhão.
O espécime-tipo, uma fêmea, foi coletado no estado do Piauí em 1926. Durante 80 anos nenhum outro indivíduo foi coletado ou visto e temia-se que a ave teria sido extinta. Em 2006 um macho foi capturado em rede de neblina e fotografado por Advaldo Dias do Prado no estado do Tocantins. Mais recentemente, foi proposta a mudança do nome da espécie para pica-pau-da-taboca em alusão ao habitat da espécie.

## Etimologia
A espécie era também conhecida como pica-pau-da-caatinga, pica-pau-do-piauí, mas tais nomes eram enganosos e fruto da confusão entre locais com nomes semelhantes.
O nome pica-pau-da-taboca foi selecionado como nome vernáculo técnico para a espécie Celeus obrieni pelo Comitê Brasileiro de Registros Ornitológicos (CBRO) em 2021.

## Taxonomia
C. obrieni era considerada uma subespécie de Celeus spectabilis, mas em 2003 uma avaliação do Comitê Sul-Americano de Classificação de Aves a reconheceu como espécie distinta. Isto se baseou nas diferenças de habitat, tamanho e plumagem, combinadas com a grande distância (mais de 3000 km, entre as distribuições geográficas das duas espécies. Evidências moleculares confirmaram a separação das espécies.

## Descrição
Tem um comprimento total de cerca de 24 centímetros.  A cabeça e as rêmiges são castanhas, as partes inferiores são esbranquiçadas, as coberteiras das asas são barradas em preto e amarelo e o peito e a cauda são pretos uniformes. O macho tem um malar vermelho e manchas na crista.  Por comparação, o pica-pau-de-cabeça-ruiva é maior e possui um extenso bloqueio preto nas partes de trás e nas partes inferiores.[carece de fontes?]

## Habitat
Pouco se sabe sobre a preferências de habitat do pica-pau-do-parnaíba, mas a espécie parece estar associada aos bambuzais da espécie Guadua paniculata que ocorrem no Cerrado e nas florestas de babaçu, ambientes muito diferentes da floresta úmida e da floresta onde o pica-pau-de-cara-comum é encontrado.  Não há evidências que sugiram que C. obrieni ocorra na Caatinga.  Em vez disso, os autores que propuseram o nome comum de pica-pau-da-caatinga e o associaram ao habitat da caatinga confundiram um local chamado Uruçuí-Una com a localidade tipo Uruçuí, cerca de 180 km a noroeste e inserida no bioma do cerrado.
Em inglês é conhecido como pica-pau-de-Kaempfer (Kaempfer's woodpecker), nome que substituiu pica-pau-da-caatinga (Caatinga's woodpecker) para homenagear o ornitólogo Emil Kaempfer, que coletou o tipo nomenclatural da espécie em 1926.

## Estado de conservação
Desde sua redescoberta inicial em 2006, o pica-pau-da-taboca foi registrado em vários locais no Tocantins, e muito localmente em estados adjacentes.  Alguns locais estão ameaçados pela construção de uma nova seção da Rodovia Belém-Brasília, e a perda de habitat provavelmente será a principal ameaça.  No entanto, devido à confusão taxonómica com o pica-pau-de-cabeça-ruiva, apenas recentemente foi avaliado pela BirdLife International, onde foi atribuído um estatuto de Criticamente Ameaçado para a Lista Vermelha de 2007.  Com base nos sites adicionais descobertos desde então, foi sugerido que o Endangered pode ser mais apropriado.[carece de fontes?]